# Aleksandra Kędzierska-Fontaine
Aleksandra Kędzierska-Fontaine (ur. 1984) – polsko-francuska choreografka, tancerka, aktorka, piosenkarka, dziennikarka i pisarka.

## Życiorys i twórczość
Urodziła się w 1984 w Polsce i dorastała w Sopocie. Jako dziecko uczyła się w gdańskiej szkole baletowej i mieszkała w internacie. W wieku 16 lat wzięła udział w przesłuchaniu na Prywatny Uniwersytet Sztuki im. Antona Brucknera w Linz. Powiedziała, że ma 19 lat i została przyjęta, pomimo braku matury. Jej mieszkająca w Kanadzie i o 5 lat starsza siostra przez miesiąc telefonicznie pomagała jej zdobyć wizę studencką, stypendium i mieszkanie. Po miesiącu Aleksandra Fontaine wyjechała do Linz.
Po dwóch latach studiowania w Linz wyjechała do Barcelony i tańczyła w zespole neoklasycznym It Dansa. Kilka miesięcy później, w 2003, została przyjęta do rewii Lido w Paryżu. Szybko stała się jedną z głównych tancerek. Tańczyła w Lido przez 5 lat. W wywiadzie z 2016 przyznała, że odeszłaby szybciej, gdyby nie musiała spłacać paryskiego mieszkania.
Zdała maturę eksternistycznie w gdańskim liceum. Ukończyła też magisterskie studia eksternistycznie w Gdańsku na wydziale dziennikarstwa.
Aktorstwa uczyła się w paryskim Actors Studio i zagrała role epizodyczne w kilku filmach. Była też kaskaderką dublującą Sandrine Kiberlain w filmie Dziewięć długich miesięcy.
W Paryżu napisała wiersz Czarodziejka nie stąd. Później nagrała piosenkę w duecie z Krzysztofem Skibą z zespołu Big Cyc do napisanego przez siebie tekstu i muzyki Marka Kuczyńskiego. Wystąpiła w kilku skeczach na kanale Katapulta TV.
W 2016 roku wydawnictwo Oscar z Gdańska wydało jej pierwszą książkę Dziewczyna z walizką, premiera odbyła się w  Domu Literatury w Warszawie. Jak przyznała Aleksandra Kędzierska-Fontaine, historia głównej bohaterki Lidii jest oparta na wyolbrzymionych i przerysowanych doświadczeniach samej autorki. Postać ta została nazwana po babci autorki. W 2019 Aleksandra Fontaine wydała we Francji i Szwajcarii swoją drugą książkę, zatytułowaną Mustang. W 2020 zapowiedziała, że jest w trakcie pisania kolejnej książki.
Otrzymała obywatelstwo Francji oraz Status Artystki Republiki Francuskiej od premiera tego kraju, Manuella Valsa.
Założyła własną firmę o nazwie „Fontaine Media” w Katalonii Północnej. Firma zajmuje się produkcją filmów, reportaży, koncertów i spektakli. Jedną z wyprodukowanych przez nią rewii był spektakl „Le Rêve" (Marzenie) wystawiany w teatrze Variete w Krakowie.
W 2019 roku dostała główną rolę w austriackiej produkcji Das Tagebuch der Anne Frank. Tańczyła główną rolę taneczną Anny Frank.
Wspólnie z polskim dziennikarzem Pawłem Zbierskim założyła Stowarzyszenie „Nous en Europe” oraz Galerie Poray.
Od października 2020 roku pracuje jako aktorka w Teatrze Elizabeth Czerczuk w Paryżu.
W grudniu 2023 wydawnictwo Baudelaire wydało jej trzecią książkę pod tytułem Tombe l’ombre / Pada Cień. 

## Filmografia
| Rok  | Film / Serial             | Rola                   | Inne informacje          |  |
| ---- | ------------------------- | ---------------------- | ------------------------ |  |
| 2008 | Uprowadzona               | Kobieta przy telefonie | Niewymieniona w napisach |  |
| 2010 | Blanc comme neige         | Indra                  | rola                     |  |
| 2013 | Dziewięć długich miesięcy | Ariane                 | Jako dublerka-kaskaderka |  |
| 2014 | My w Metropolii           | Aleksandra             | Serial telewizyjny       |  |
| 2024 | The Substance             | Elisabeth Sparkle      | Jako dublerka ciała      |  |